# Pichi Mahuida (departamento)
Pichi Mahuida é um departamento da Argentina, localizado na 
província de Rio Negro.